# 三島良直
三島 良直（みしま よしなお、Yoshinao MISHIMA、1949年6月10日 - ）は、日本の精密工学者、材料工学者。学位はPh.D.（カリフォルニア大学・1979年）、工学博士（東京工業大学・1983年）。東京工業大学名誉教授。内閣府所管 日本医療研究開発機構（AMED） 理事長。元東京工業大学学長。瑞宝重光章受章。

## 経歴
出生から修学期
1949年生まれ。武蔵中学校・高等学校を卒業し、東京工業大学工学部 金属工学科に進学。1973年に卒業し、東京工業大学大学院理工学研究科金属工学専攻に進んだ。1975年に修士課程を修了。その後、カリフォルニア大学バークレー校 材料工学部大学院に留学し、1979年に博士課程を修了、Ph.D(博士号)取得。1983年、東京工業大学大学院も終了し、学位論文『Fe-C-V合金における相界面析出に関する研究』を提出して工学博士を取得。
工学研究者として
カリフォルニア大学バークレー校材料科学専攻 アシスタントリサーチエンジニアを経て、東京工業大学精密工学研究所助手に採用された。1989年、東京工業大学精密工学研究所助教授に就いた。1997年、東京工業大学大学院総合理工学研究科材料物理科学専攻教授に昇格。2006年からは東京工業大学大学院総合理工学研究科長も務めた。2012年、東京工業大学学長に就任。2018年、東京工業大学学長退任を退任し、同大学も退職。東京工業大学名誉教授となった。同年神奈川県科学技術会議座長。
2019年からは横浜国立大学先端科学高等研究院 上席特別教授を務めた。2020年、国立研究開発法人日本医療研究開発機構理事長に就任。一橋大学社会科学の発展を考える円卓会議アドバイザー。
学界では、日本金属学会会長を務めた、文部科学省大学入試のあり方に関する検討会議 座長。

### 委員・役員ほか
東京工業大学(学内)
- 東京工業大学 評議員(2005年-)
- 東京工業大学フロンティア研究機構長(2010年-)
- 東京工業大学理事・副学長（教育・国際担当）(2011年-)[15]

その他
- 国立研究開発法人新エネルギー・産業技術総合開発機構技術戦略研究センター長
- 戦略的イノベーション創造プログラム第2期材料開発基盤分野「統合型材料開発システムによるマテリアル革命」プログラムディレクター[7]。
- 文部科学省科学技術・学術審議会 会長代理[16][17]
- 国立研究開発法人 日本医療研究開発機構 先進的研究開発戦略センター長(2022年-)[18]
- 日本鉄鋼協会理事
- 文部科学省大学における工学系教育の在り方に関する検討委員会 副座長
- 文部科学省高等教育段階における負担軽減方策に関する専門家会議 座長
- 経済産業省産業構造審議会委員[7]。

## 家族・親族
- 祖父：三島徳七はMK鋼の発明で知られる金属工学者[19]。
- 父：三島良績は東京大学名誉教授．専門は金属工学，原子力工学